# Microdes squamulata
Microdes squamulata là một loài bướm đêm thuộc họ Geometridae. Nó được tìm thấy ở Úc, bao gồm Tasmania.

## Hình ảnh

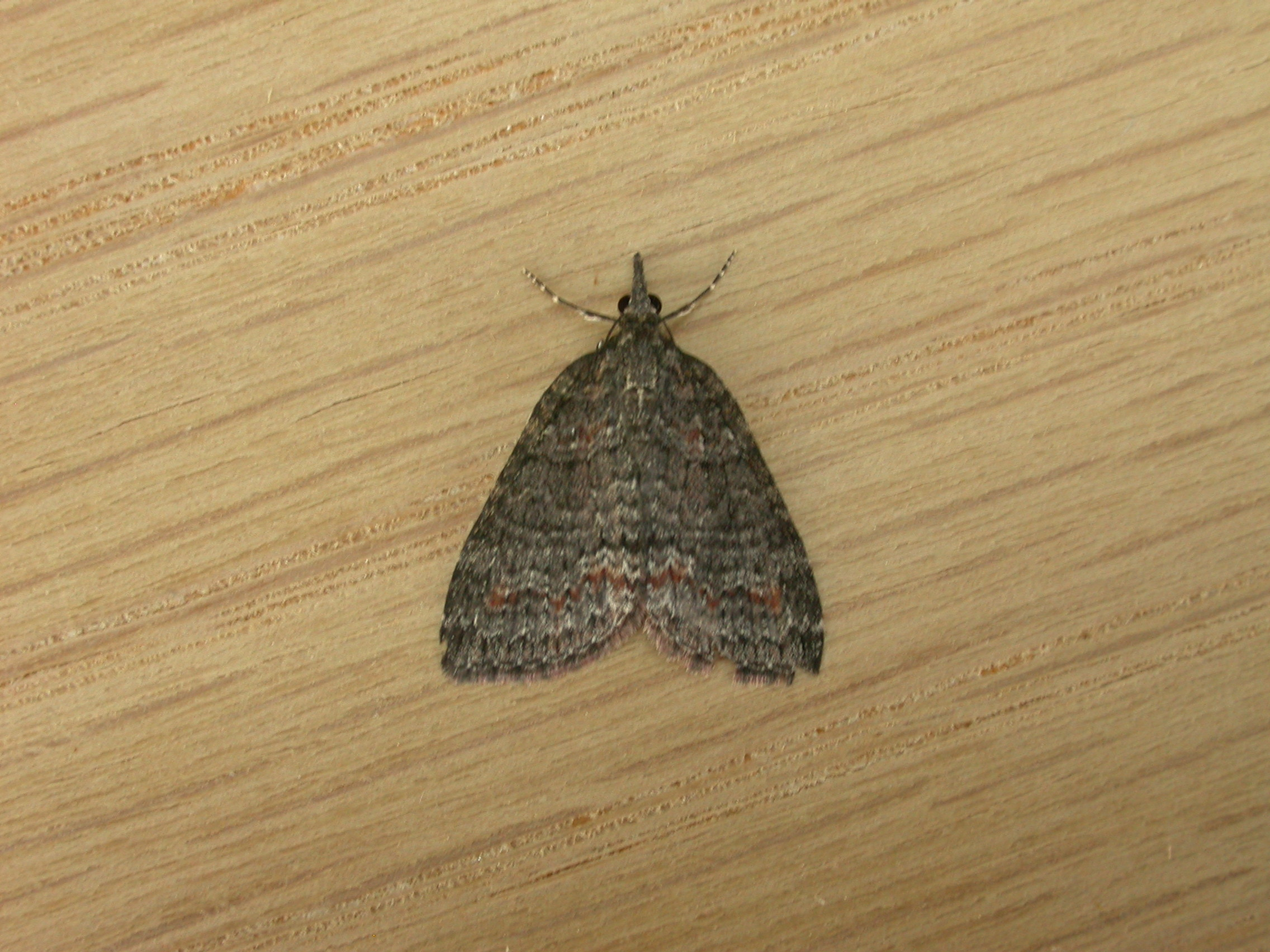
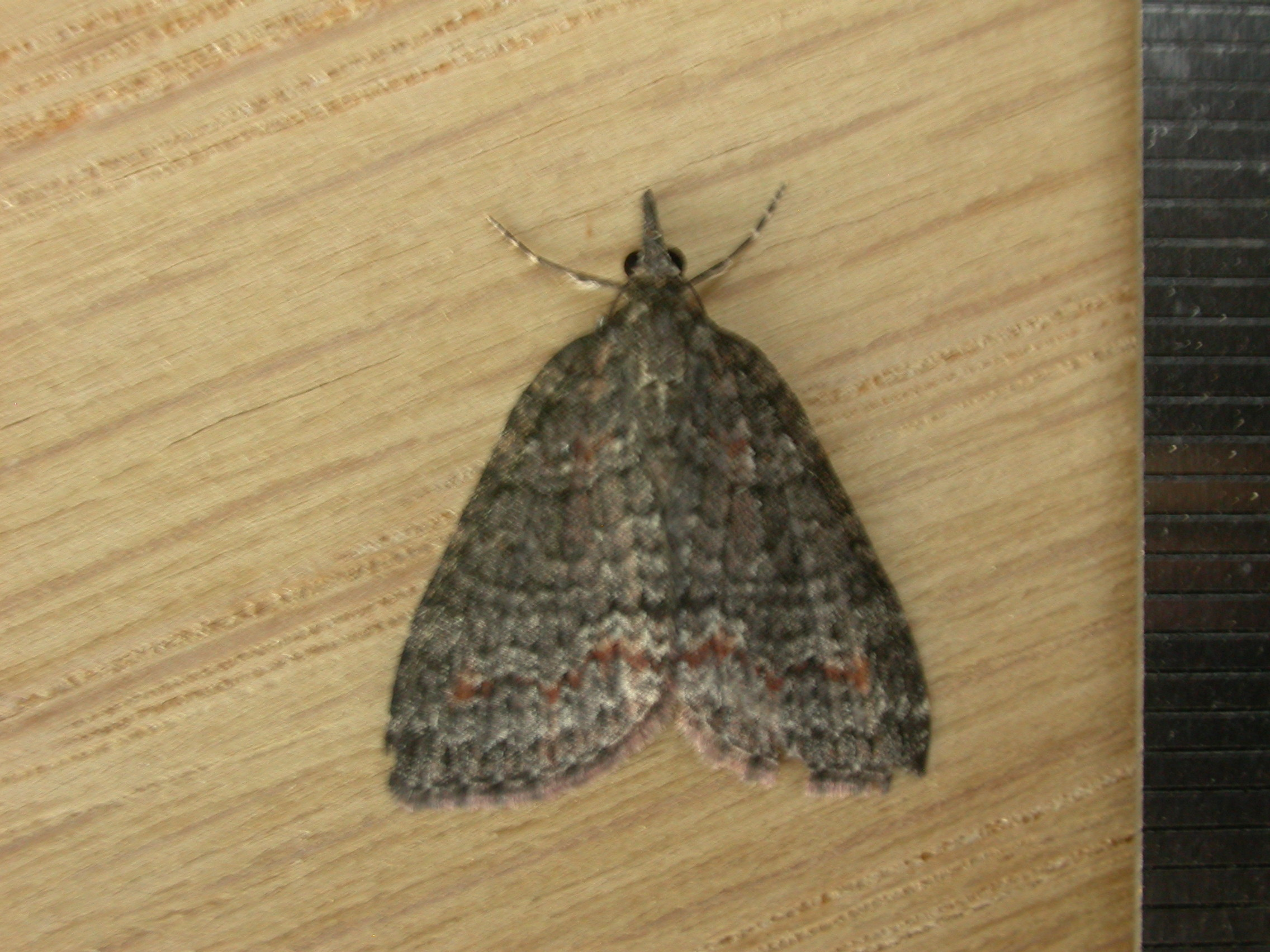
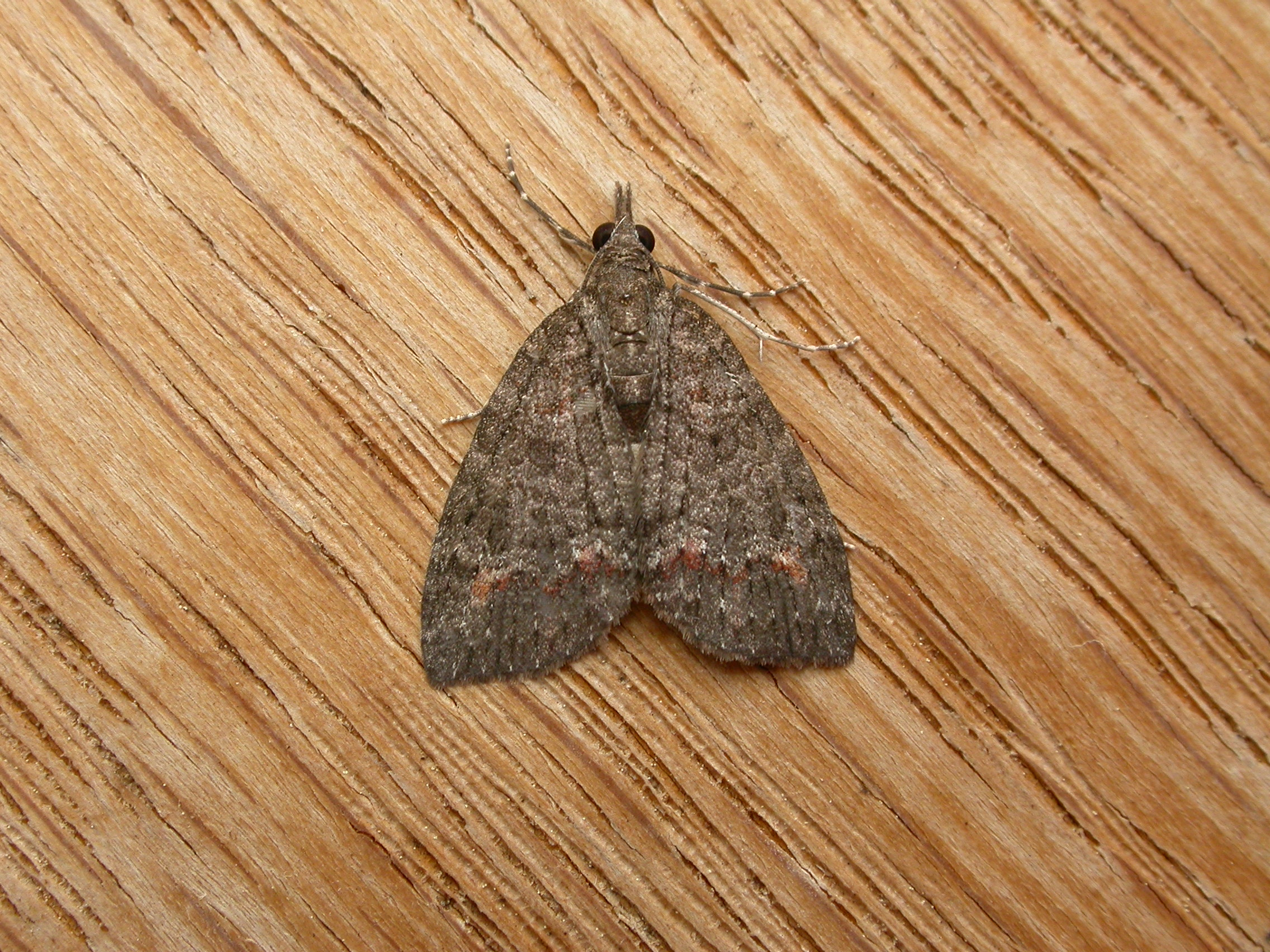
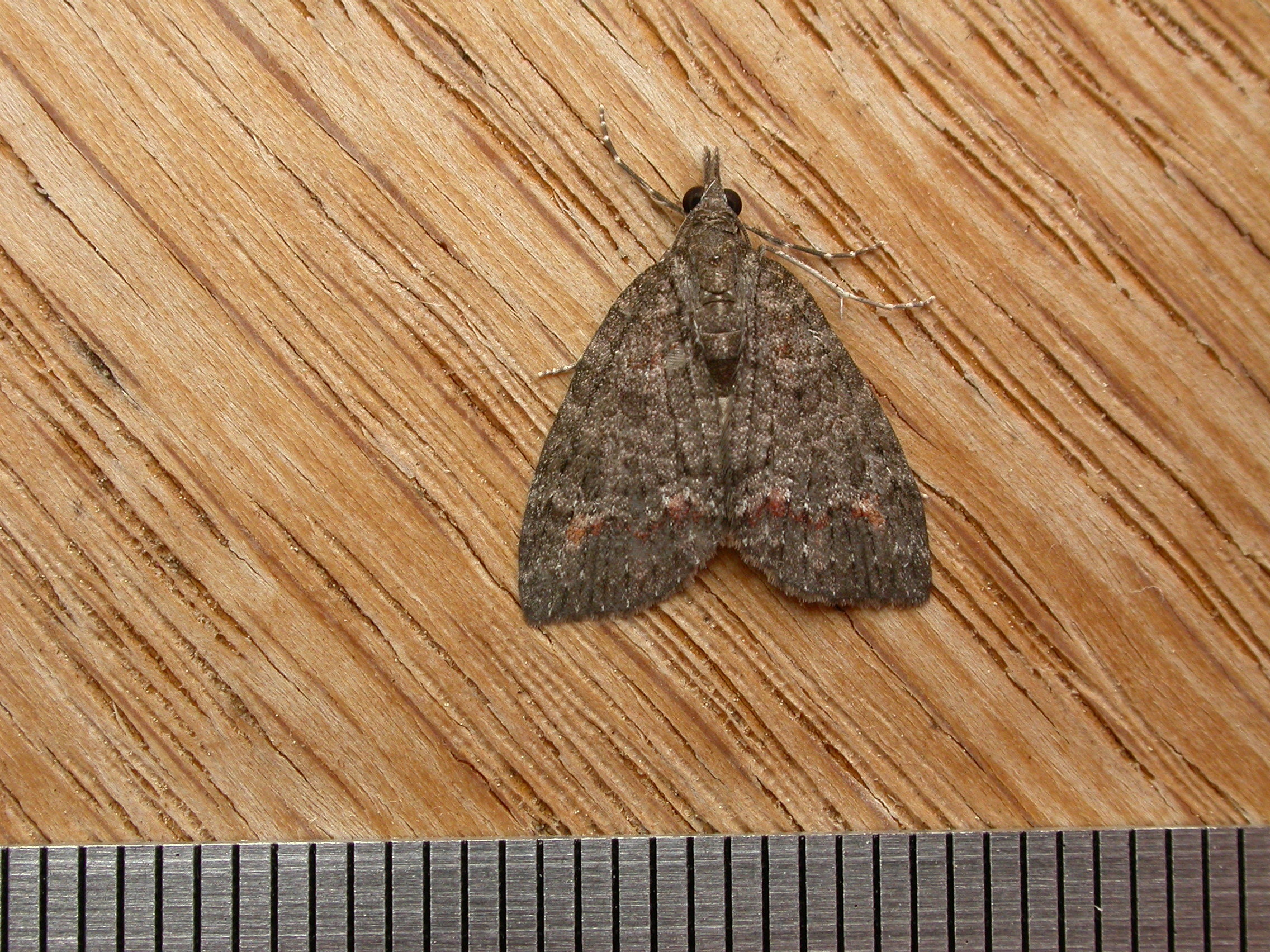